# Biskupi chełmińscy
Biskupi chełmińscy – biskupi diecezjalni i biskupi pomocniczy diecezji chełmińskiej.
Diecezja chełmińska, założona w 1243, a następnie powiększona o archidiakonat pomorski w 1821, istniała w swojej niezmienionej formie do 1992. Wtedy to papież Jan Paweł II po utworzeniu diecezji toruńskiej z jej południowych rubieży i przekazaniu terenów nadmorskich do archidiecezji gdańskiej (jej podstawowe terytorium w ramach Wolnego Miasta Gdańska wydzielono również z diecezji chełmińskiej w 1925) zmienił ostatecznie jej nazwę z chełmińskiej na pelplińską.
Od XIII do XVIII wieku siedzibą biskupów chełmińskich był zamek w Lubawie. U schyłku XVIII w., po I rozbiorze i konfiskacie dóbr biskupich i kapitulnych siedziba ordynariusza została przeniesiona do Chełmży. W 1821 bullą De salute animarum teren diecezji został znacznie poszerzony, a siedzibą biskupów od 1824 został Pelplin.

## Biskupi

### Biskupi diecezjalni
| Lata urzędowania | Biskup | Biskup                          | Uwagi |
| ---------------- | ------ | ------------------------------- | --- |
| 1245–1263        |        | Heidenryk                       | |
| 1264–1274        |        | Fryderyk von Hausen             | |
| 1275–1291        |        | Werner                          | |
| 1292–1301        |        | Henryk                          | |
| 1303–1311        |        | Herman                          | po jego śmierci nastała dziewięcioletnia sediswakancja                                                                 |
| 1319–1323        |        | Mikołaj Afri                    | |
| 1323–1349        |        | Otton                           | |
| 1349–1359        |        | Jakub                           | |
| 1359–1363        |        | Jan Schadland                   | następnie biskup diecezjalny Hildesheim, późniejszy biskup diecezjalny Wormacji i biskup diecezjalny Augsburga         |
| 1363–1385        |        | Wikbold Dobilstein              | |
| 1385–1390        |        | Reinhard von Sayn               | |
| 1390–1398        |        | Mikołaj Schieffenburg           | następnie biskup diecezjalny kamieński                                                                                 |
| 1398–1402        |        | Jan Kropidło                    | następnie biskup diecezjalny kujawsko-pomorski                                                                         |
| 1402–1416        |        | Arnold Stapil                   | |
| 1416–1457        |        | Jan Marienau                    | |
| 1457–1479        |        | Wincenty Kiełbasa               | |
| 1480–1495        |        | Stefan z Niborka                | |
| 1496–1507        |        | Mikołaj Chrapicki               | |
| 1508–1530        |        | Jan Konopacki                   | |
| 1530–1538        |        | Jan Dantyszek                   | następnie biskup diecezjalny warmiński                                                                                 |
| 1538–1549        |        | Tiedemann Giese                 | następnie biskup diecezjalny warmiński                                                                                 |
| 1549–1551        |        | Stanisław Hozjusz               | następnie biskup diecezjalny warmiński, późniejszy wielki penitencjarz, kardynał                                       |
| 1551–1562        |        | Jan Lubodzieski                 | |
| 1562–1571        |        | Stanisław Żelisławski           | |
| 1574–1595        |        | Piotr Kostka                    | |
| 1595–1600        |        | Piotr Tylicki                   | następnie biskup diecezjalny warmiński, późniejszy biskup diecezjalny kujawsko-pomorski i biskup diecezjalny krakowski |
| 1600–1610        |        | Wawrzyniec Gembicki             | następnie biskup diecezjalny kujawsko-pomorski, późniejszy arcybiskup metropolita gnieźnieński i prymas Polski         |
| 1611–1613        |        | Maciej Konopacki                | |
| 1614–1624        |        | Jan Kuczborski                  | |
| 1624–1635        |        | Jakub Zadzik                    | następnie biskup diecezjalny krakowski                                                                                 |
| 1635–1639        |        | Jan Lipski                      | następnie arcybiskup metropolita gnieźnieński i prymas Polski                                                          |
| 1639–1646        |        | Kasper Działyński               | |
| 1646–1652        |        | Andrzej Leszczyński             | następnie arcybiskup metropolita gnieźnieński i prymas Polski                                                          |
| 1653–1655        |        | Jan Gembicki                    | następnie biskup diecezjalny płocki, późniejszy biskup diecezjalny kujawsko-pomorski                                   |
| 1656–1657        |        | Jan Leszczyński                 | wcześniej biskup kijowski, zmarł przed ingresem                                                                        |
| 1658–1661        |        | Adam Koss                       | |
| 1662–1674        |        | Andrzej Olszowski               | następnie arcybiskup metropolita gnieźnieński i prymas Polski                                                          |
| 1676–1681        |        | Jan Małachowski                 | następnie biskup diecezjalny krakowski                                                                                 |
| 1681–1693        |        | Kazimierz Jan z Bnina Opaliński | |
| 1693–1694        |        | Kazimierz Jan Szczuka           | |
| 1699–1712        |        | Teodor Andrzej Potocki          | następnie biskup diecezjalny warmiński, późniejszy arcybiskup metropolita gnieźnieński i prymas Polski                 |
| 1719–1721        |        | Jan Kazimierz de Alten Bokum    | |
| 1723–1730        |        | Feliks Ignacy Kretkowski        | |
| 1731–1733        |        | Tomasz Franciszek Czapski       | |
| 1736–1739        |        | Adam Stanisław Grabowski        | następnie biskup diecezjalny kujawsko-pomorski, późniejszy biskup diecezjalny warmiński                                |
| 1739–1746        |        | Andrzej Stanisław Załuski       | następnie biskup diecezjalny krakowski                                                                                 |
| 1747–1758        |        | Wojciech Stanisław Leski        | |
| 1759–1785        |        | Andrzej Ignacy Baier            | |
| 1785–1795        |        | Karol von Hohenzollern          | następnie biskup diecezjalny warmiński                                                                                 |
| 1795–1814        |        | Franciszek Ksawery Rydzyński    | |
| 1824–1832        |        | Ignacy Matthy                   | |
| 1834–1856        |        | Anastazy Sedlag                 | |
| 1857–1886        |        | Jan Nepomucen Marwicz           | |
| 1886–1898        |        | Leon Redner                     | |
| 1899–1926        |        | Augustyn Rosentreter            | |
| 1926–1944        |        | Stanisław Okoniewski            | |
|                  |        | Carl Maria Splett               | administrator apostolski w latach 1939–1945                                                                            |
|                  |        | Andrzej Wronka                  | administrator apostolski w latach 1945–1946                                                                            |
| 1946–1972        |        | Kazimierz Kowalski              | |
| 1973–1980        |        | Bernard Czapliński              | |
| 1981–1992        |        | Marian Przykucki                | następnie arcybiskup metropolita szczecińsko-kamieński                                                                 |

### Biskupi pomocniczy
| Lata urzędowania | Biskup | Biskup                       | Uwagi |
| ---------------- | ------ | ---------------------------- | --- |
| 1398/1399–1402   |        | Jan Kaldeborn                | następnie biskup pomocniczy kujawski, późniejszy biskup pomocniczy warmiński                                                    |
| 1645–1652        |        | Piotr Jan Sokołowski         | |
| 1650–1659        |        | Jan Rakowski                 | |
| 1659–1677        |        | Maciej Bystram               | |
| 1687–1700        |        | Tomasz Bogoria Skotnicki     | |
| 1703–1727        |        | Seweryn Szczuka              | |
|                  |        | Franciszek Ignacy Wysocki    | nominat (1728) |
| 1728–1749        |        | Maciej Aleksander Sołtyk     | |
| 1750–1784        |        | Fabian Franciszek Pląskowski | |
| 1785–1806        |        | Iwo Onufry Rogowski          | |
| 1818–1831        |        | Jan Jerzy Wilkxycki          | |
| 1836–1848        |        | Jan Stanisław Kutowski       | |
| 1850–1854        |        | Stanisław Dekowski           | |
| 1856–1881        |        | Jerzy Jeschke                | |
| 1905–1906        |        | Jan Trepnau                  | |
| 1907–1927        |        | Jakub Klunder                | |
| 1928–1942        |        | Konstantyn Dominik           | |
| 1948–1973        |        | Bernard Czapliński           | następnie biskup diecezjalny chełmiński                                                                                         |
| 1962–1995        |        | Zygfryd Kowalski             | |
| 1982–1985        |        | Edmund Piszcz                | następnie administrator apostolski diecezji warmińskiej, późniejszy biskup diecezjalny warmiński (także arcybiskup metropolita) |
| 1985–1987        |        | Henryk Muszyński             | następnie biskup diecezjalny włocławski, późniejszy arcybiskup metropolita gnieźnieński i prymas Polski                         |
| 1986–1992        |        | Andrzej Śliwiński            | następnie biskup diecezjalny elbląski                                                                                           |
| 1988–1992        |        | Jan Bernard Szlaga           | następnie biskup diecezjalny pelpliński                                                                                         |